# Citavi
Citavi es un gestor de referencias bibliográficas y del conocimiento para Microsoft Windows. Citavi se usa en universidades para escribir tesis, textos académicos y publicaciones científicas, y en empresas para organizar el conocimiento en equipos y para escribir reportes. Citavi es desarrollado por Swiss Academic Software con sede en Wädenswil en Zúrich. Se basa en .NET.

## Versiones
El predecesor de Citavi fue el programa 'LiteRat' desarrollado en la Universidad Heinrich Heine de Düsseldorf/Alemania. La versión 1.0 fue publicada en el año 1995. En 2006 se lanzó la versión 2.0 con el nombre de Citavi. Con la versión completamente revisada Citavi 3, publicada en 2010, fue introducido una interfaz en inglés. Desde 2013, con la Versión 4, la interfaz está disponible en alemán, español, francés, inglés, italiano, polaco y portugués y se introdujo un plugin para Word. Citavi 5 apareció en abril de 2015, con ediciones para usuarios individuales y para equipos. Con Citavi 6 se añaden en febrero de 2018 las funciones de guardar los datos en la nube de Citavi y de compartir proyectos con otros usuarios, invitándolos con derechos de acceso diferenciados.
El desarrollo de Citavi para OS X fue interrumpido en 2011, se está desarrollando una versión web independiente del sistema operativo.

## Productos
- Citavi Free se puede bajar e instalar gratuitamente, funciona sin licencia. Sin embargo, no permite guardar más de 100 títulos por proyecto (en Citavi las bases de datos se llaman "proyectos"). El número de proyectos no está limitado. Los proyectos Cloud se guardan en la nube de Citavi, y proyectos locales se guardan en el ordenador. Los proyectos en la nube se pueden compartir, los roles posibles son de "Lector", "Autor" y "Gestor".
- Con una licencia de Citavi for Windows el límite de 100 títulos desaparece.
- La licencia de Citavi for DBServer permite a instituciones y empresas de guardar los proyectos en un Microsoft SQL Server en su intranet. Los usuarios se manejan con Active Directory y se pueden configurar los derechos de acceso a nivel de usuario y de proyecto.

## Funciones
Citavi integra la gestión de referencias bibliográficas y de los textos completos con funciones de organización del conocimiento, además de un planificador de tareas creado para las necesidades específicas del trabajo con textos. Los textos de "ayuda rápida" integrados en el programa se complementan con un manual en línea, vídeos y un foro en español, como también, para los poseedores de una licencia, del soporte personal.

### Gestión de títulos
- Se pueden recopilar, gestionar, almacenar y anotar 35 tipos de documentos (libros, artículos, conferencias, archivos de sonido y video, etc.).
- Citavi apoya la búsqueda bibliográfica permitiendo el acceso en línea a miles de bases de datos científicos (entre otras, PubMed, BIREME y Web of Science) y de catálogos de bibliotecas. Del mismo modo, Citavi capta los datos bibliográficos contenidos en los COinS en páginas web de muchos editores de revistas científicas. Es posible suscribir con Citavi a fuentes RSS.
- Los pickers de Citavi, complementos para los navegadores web Mozilla Firefox, Internet Explorer y Google Chrome reconocen ISBNs, DOI, PMID, PMCID e id arXiv en páginas web, los títulos correspondientes se pueden importar a Citavi con un clic, como también permiten los pickers importar las mismas páginas web que luego se pueden convertir en archivos PDF para guardar el contenido. Los pickers para Adobe Acrobat y Acrobat Reader permiten importar archivos PDF. Si están disponibles, los datos bibliográficos de los archivos se añaden automáticamente.
- Citavi permite anotar archivos PDF.[6] La búsqueda en Citavi incluye también los textos completos de los PDF si los textos se pueden extraer.
- Citavi se puede utilizar con procesadores de texto. 
  - Hay un add-in para Microsoft Word que permite insertar citas de títulos y citas textuales sacados de títulos sin dejar Word. La bibliografía a final de texto se crea de forma automática al insertar las citas.
  - Citavi se puede también conectar con varios editores LaTeX para insertar citas textuales y comandos de cita en formato LaTeX (por ejemplo, \cite{Alfonso2008}).[7]
  - En OpenOffice Writer y LibreOffice Writer, así como en todo programa capaz de trabajar con el formato RTF (como Scrivener), se insertan marcadores de título. Al acabar la redacción del documento, se da formato al texto, transformando así los marcadores en citas en el texto o en las notas a pie de página y creando la bibliografía con todos los textos utilizados en el estilo seleccionado. [sólo hasta Citavi 5]
- En Citavi hay 11.512 estilos de cita (actualizado: 24 de abril de 2021). Usuarios registrados pueden pedir estilos para revistas científicas. Un editor de estilos integrado en el programa permite adaptar los estilos, como también crear estilos propios.

### Organización del conocimiento
- Citavi permite organizar citas textuales e imágenes de documentos como también textos e imágenes de ideas propias. Estas citas e ideas se pueden utilizar como componentes de texto en el procesador de textos. Citavi distingue cinco tipos de citas y dos tipos más para guardar ideas propias.[8]
- Citas textuales y de imagen sacados con la función de anotar en Citavi quedan vinculados al lugar exacto en el archivo PDF, permitiendo así de volver de la cita al contexto en el documento con un clic.
- La estructura de la publicación (la tesis, el artículo, ...) que se está preparando se puede crear con Citavi utilizando las categorías, y cada cita e idea puede ser categorizada. Dentro de las categorías, las citas y las ideas se pueden ordenar para desarrollar el argumento. Esta manera de trabajar permite la estructuración del trabajo antes de empezar a escribir.

### Planificación de tareas
- Hay dos tipos de tareas, uno para títulos y otro para tareas generales, que permiten la organización de fechas de devoluciones o de hitos del trabajo.
- Tareas como 'Discutir' o 'Comprobar' se pueden asociar directamente con pasos en el texto de archivos PDF.
- En el trabajo en equipo con proyectos guardados en la nube o en el DBServer es posible pasar tareas a otros miembros del equipo.

## Compatibilidad
Los datos bibliográficos de los títulos guardados en Citavi pueden ser importados por otros gestores bibliográficos, y Citavi puede importar los datos de otros gestores, sea directamente, como en el caso de EndNote y de archivos BibTeX, sea a través de un filtro de importación o de un fichero RIS exportado desde Mendeley, ProCite, Reference Manager, RefWorks, Zotero u otros.